# Obakino
Obakino (ros. Обакино) – wieś w Rosji, w rejonie kiczmiengsko-gorodieckim obwodu wołogodzkiego. W 2010 r. liczyła 34 mieszkańców.